# Ingwerwein

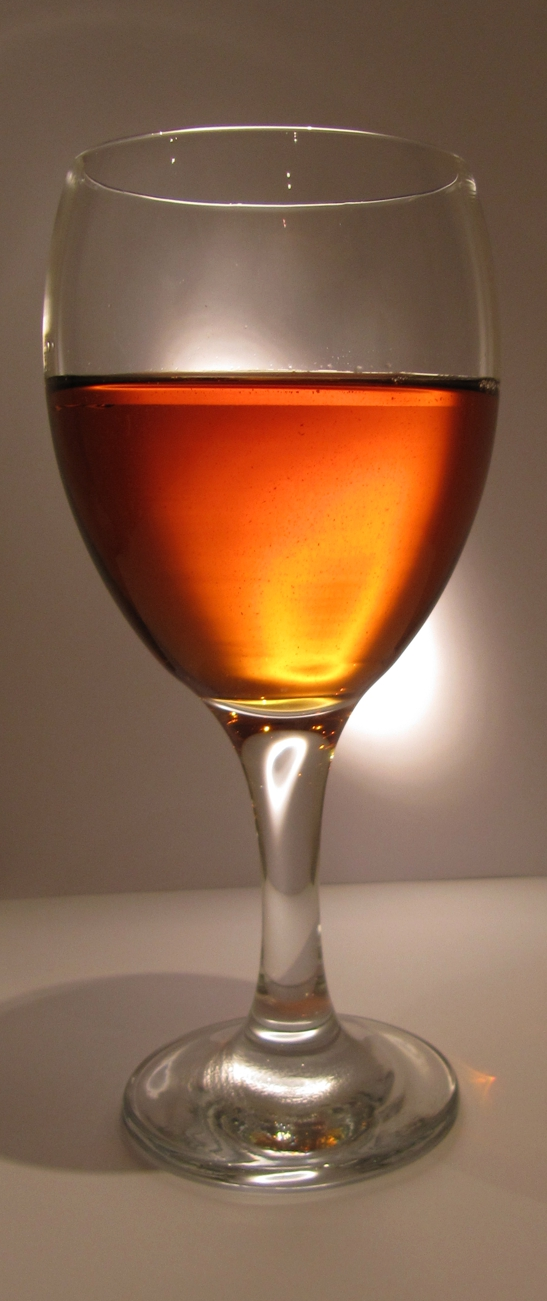
Ein Glas mit Ingwerwein der Marke Stone’s

Ingwerwein (anhörenⓘ) ist ein Likörwein, der als ginger wine [ˈʤɪn.ʤer wˈaɪn] (anhörenⓘ) erstmals von der Brennerei Finsbury Distillery Company Ltd. im Jahr 1740 in London hergestellt und vertrieben wurde. Er hat eine klare, hellgelbe bis dunkelbraune Farbe und wird durch Zugabe von fermentierten Rosinen, geriebenem Ingwer, Zitronenzesten und gelegentlich schwarzem Pfeffer aromatisiert. Durch die spätere „Aufspritung“ mit Branntwein erreicht er einen Alkoholgehalt zwischen 11,02 und 18,00 % vol.; weil die Kriterien für Dessertweine bzw. Süßweine im deutschen oder europäischen Weinrecht nicht definiert sind, wird Ingwerwein in der Literatur als Kunstwein beschrieben.

## Geschichte und Herstellungsprozess

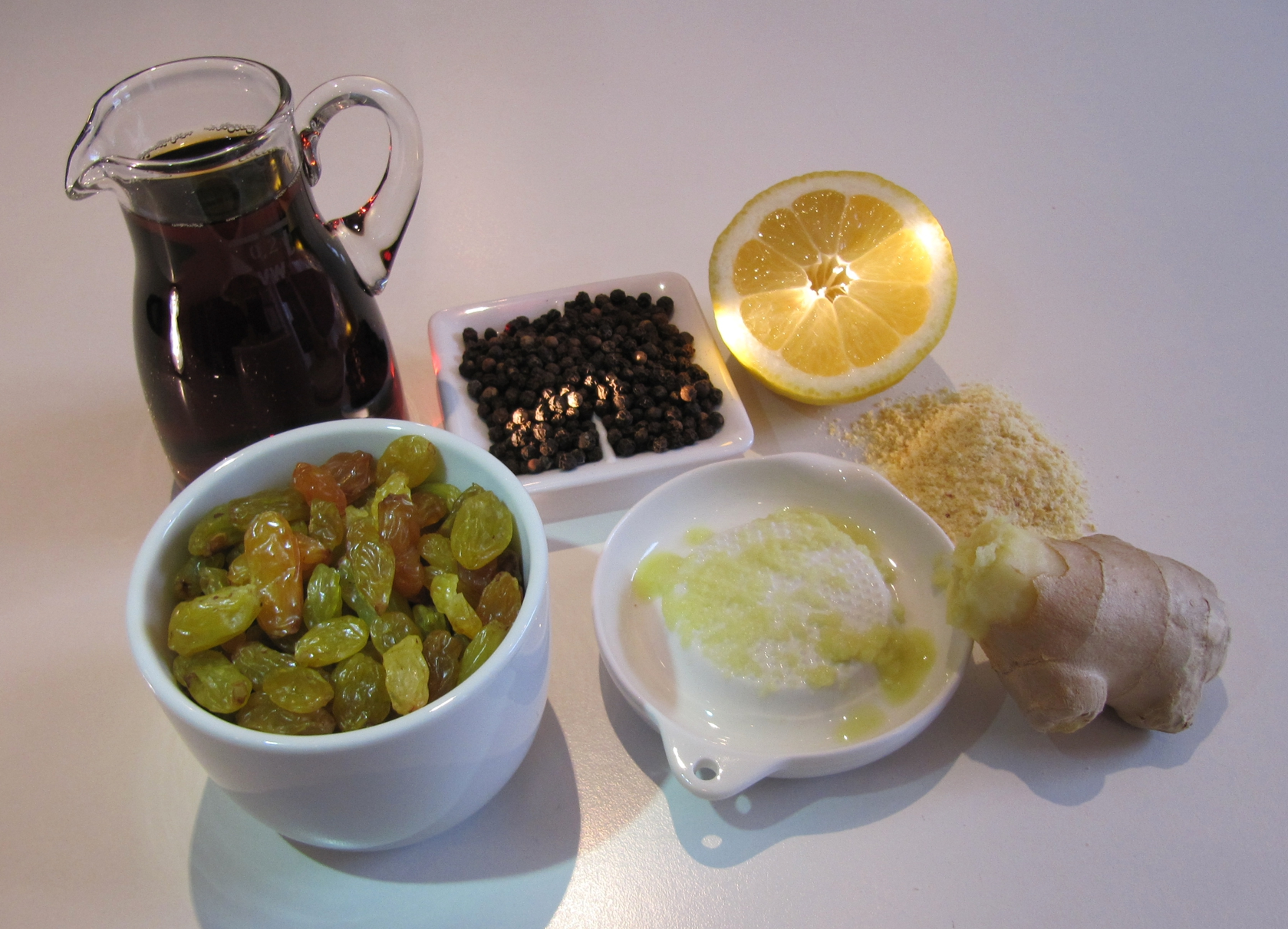
Die Grundzutaten zur Herstellung von Ingwerwein: Branntwein, Rosinen, Pfeffer, Zitronenabrieb und frischer Ingwer

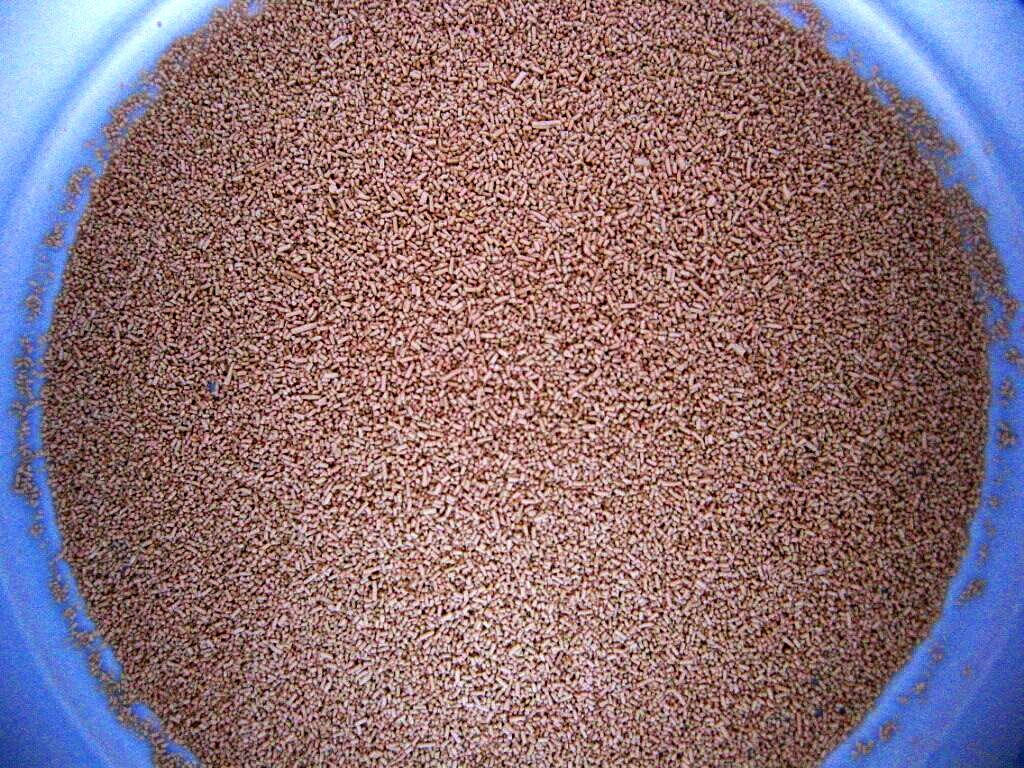
Trockenes Weinhefegranulat

Im Jahr 1740 wurde Ingwerwein von der im selben Jahr gegründeten Brennerei Finsbury in England entwickelt, erstmals produziert und seitdem in lichtgeschützten grünen Glasflaschen verkauft, weshalb auch die Bezeichnung Green Ginger Wine geläufig ist, wobei sich das Adjektiv green bzw. der im Deutschen häufig als Paar verwendete Begriff „grüner Ingwerwein“ stets nur auf den Behälter und nicht die Farbe der Flüssigkeit bezieht. Da die Firma Finsbury für den Vertrieb nach dem Sale of Spirits Act of 1750 ab dem Jahr 1751 eine Vertriebslizenz benötigte, weil das neue Gesetz den Direktvertrieb an Endverbraucher fortan untersagte, lässt sich die Markteinführung von Ingwerwein zudem eindeutig datieren.
Die Grundlage des Produkts besteht aus einer durch Weinhefe fermentierten Mischung aus Rosinen, Gewürzen wie schwarzem Pfeffer und geriebener frischer Ingwerwurzel, der später spanischer Brandy bzw. französischer Cognac beigemengt wird. Weil es sich aufgrund dieser Produktionsweise durch „Aufspritung“ nicht um traditionelle Weinherstellung handelt, kam bereits zeitgenössische Kritik auf:

„Der sogenannte Ingwerwein ist in den letzten Jahren ziemlich allgemein bekannt geworden, nur ist der Ausdruck oder die Benennung eine verfehlte. Der Ingwerwein ist bloß eine Zusammensetzung aus Wasser, Weingeist, Früchten und Gewürzen; denn keine Flüssigkeit darf Wein genannt werden, die nicht gehörig gegohren hat; aber bei der Darstellung dieser Mischung, die in der That weiter nichts ist, als ein sehr starker reicher Punsch, kommt die Gährung gar nicht in Frage.“

Zu Zeiten der Epidemien des 19. Jahrhunderts wie beispielsweise der Cholera in Großbritannien (1832) und Deutschland (1892) war die Annahme weit verbreitet, dass Ingwer einen wirksamen Schutz dagegen böte. Im Zuge dessen entwickelte sich Ingwerwein zu einem Massenprodukt, das damals wie heute auf unterschiedliche Arten Zuhause hergestellt werden kann.
Die vielfältige medizinische Wirksamkeit von Ingwer ist seit langer Zeit allgemein bekannt. In Kanada wurde im frühen 20. Jahrhundert britischer Ingwerwein als Hausmittel, gemischt mit heißem Wasser, gegen Asthma oder, gemixt mit Melasse, als Sirup bei Erkältungsbeschwerden eingesetzt.

## Verwendungsmöglichkeiten

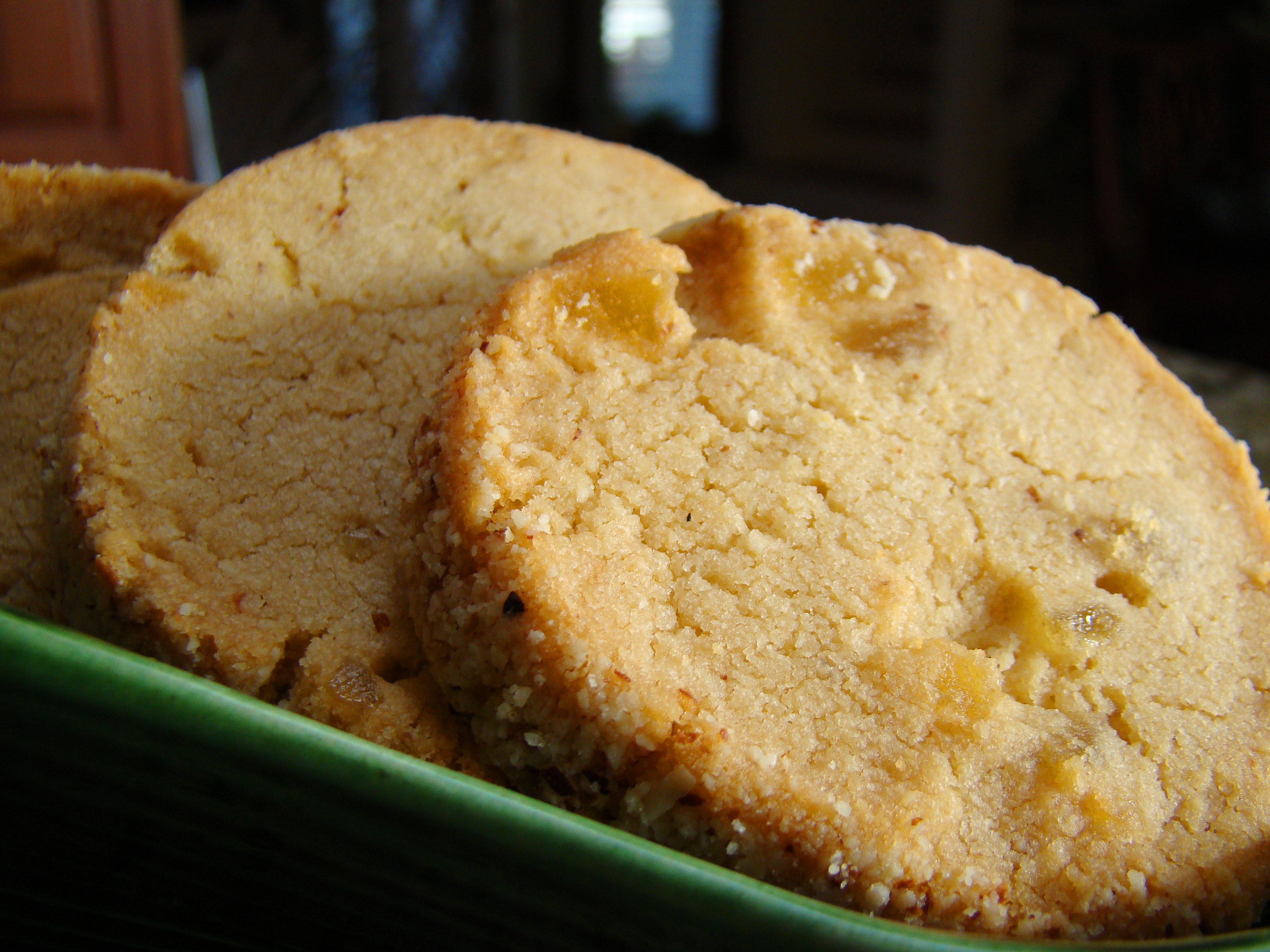
Gebäck mit Ingwerwein als Zutat: Ginger Sandies

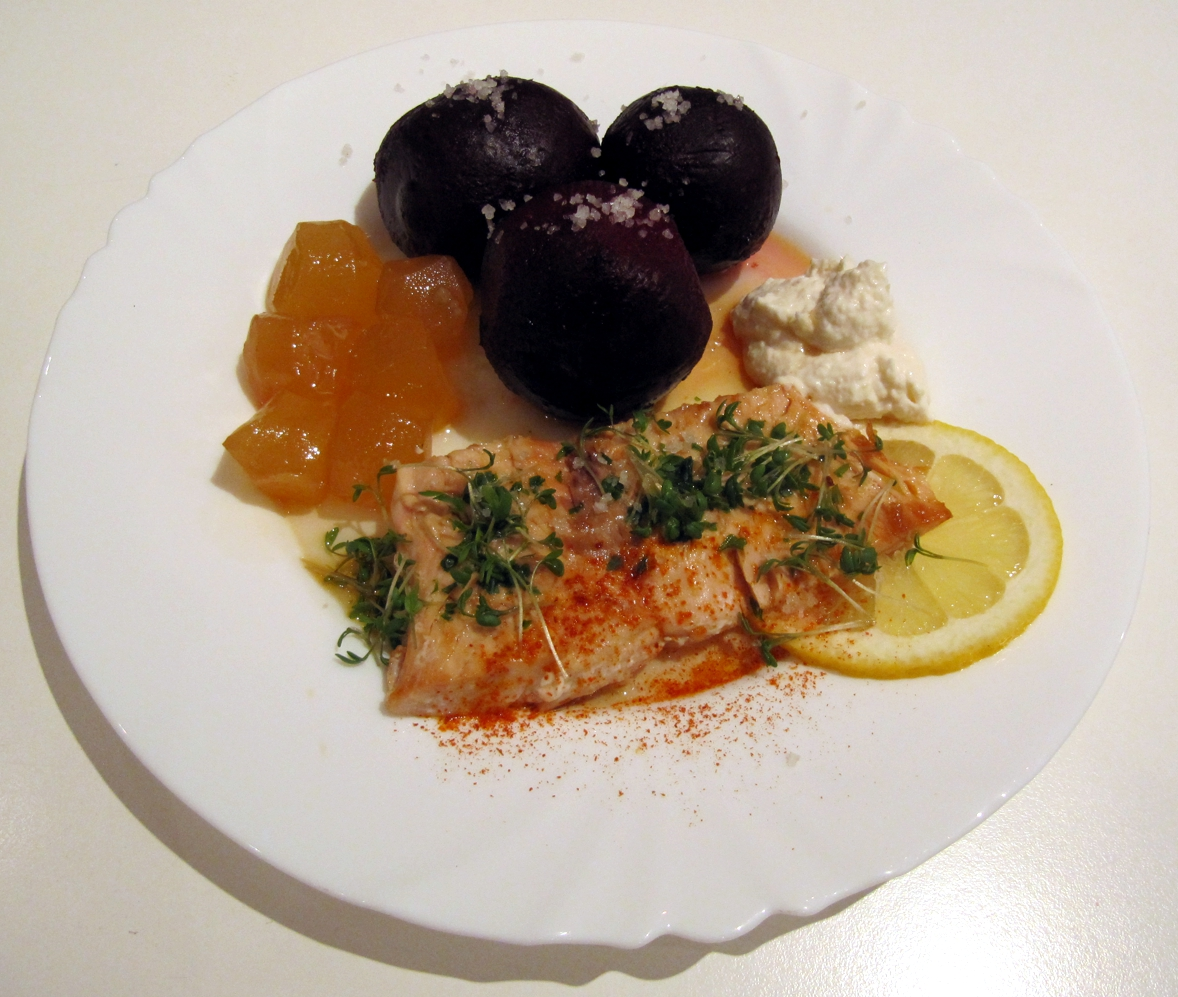
Britische Küche: In Ingwerwein marinierter Lachs mit Rote-Beete-Kugeln und Ingwerstückchen

Die Verwendungsmöglichkeiten von Ingwerwein bei der Speisenzubereitung sind vielfältig und erstrecken sich auf Backwaren, Eiscréme, Getränke, Hauptgerichte und Vorspeisen:
So ist er eine Zutat in Ingwerbrot, den meisten Ingwerkeksen und gelegentlich bei Ingwereis. Als Getränk kann Ingwerwein pur, mit Sodawasser gemischt, gekühlt oder auf Eis getrunken werden und ist die Grundlage einiger Cocktails wie dem Ginger Cosmopolitan oder dem Whisky Mac bzw. Whisky McDonald. Man kann ihn dazu verwenden, den Geschmack von Ginger Ale oder Ginger Beer zu verstärken, ebenso lässt sich mit Ingwerwein schwarzer Tee aromatisieren.
Vor allem in der englischen Küche ist Ingwerwein Bestandteil diverser Gerichte wie Ingwerhühnchen, Rosmarinlamm mit Ingwerweinsauce oder in Ingwerwein mariniertem gebratenem Lachs mit gekochter Roter Beete. Ein Beispiel für eine Vorspeise wäre Tomatensuppe mit kleingewürfelter Rindfleischeinlage und einem Schuss Ingwerwein.

## Produzenten und Varianten

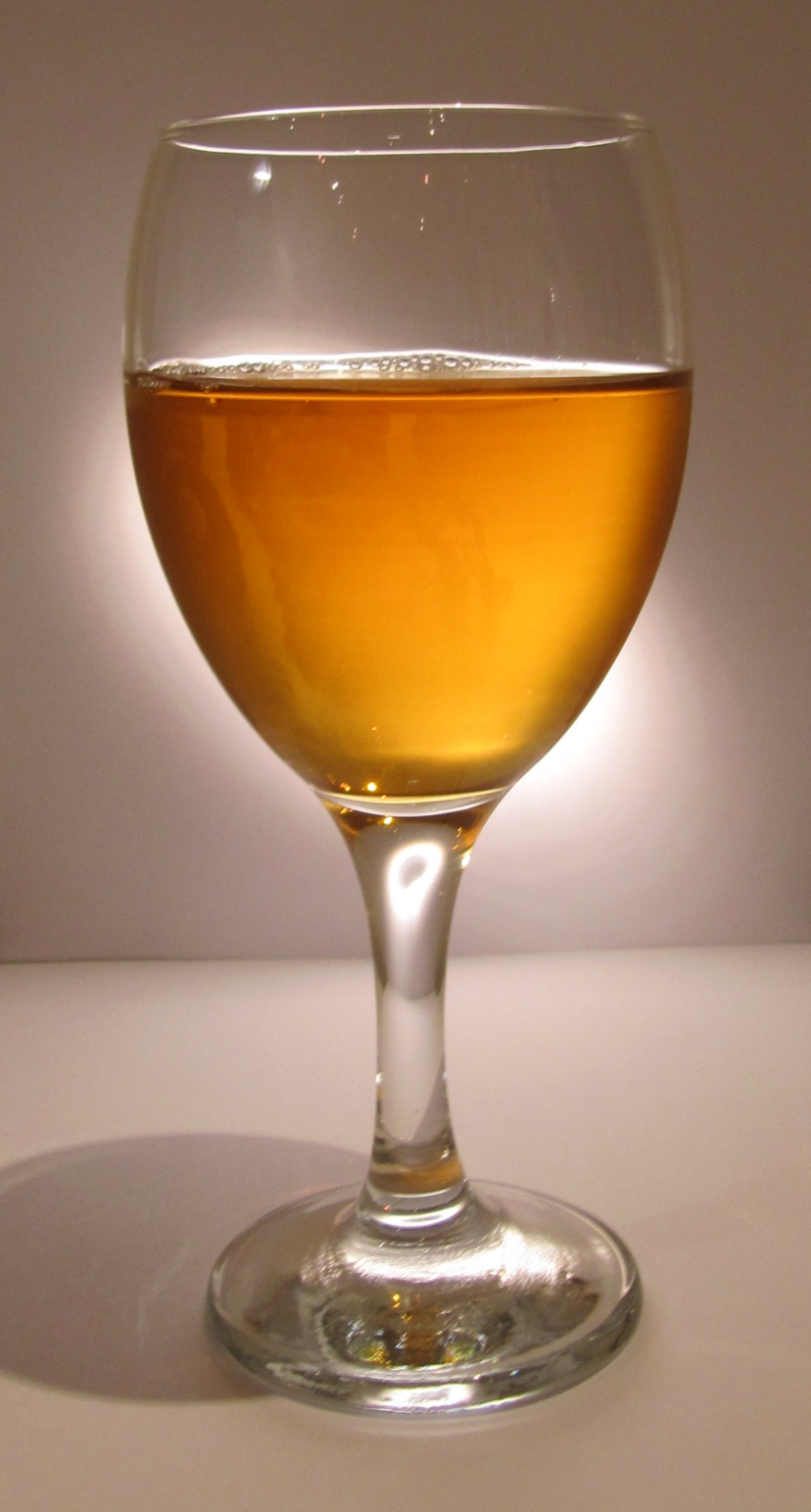
Ein Glas mit Ingwerwein der Marke Spitz

Der traditionelle Hersteller von Ingwerwein ist Stone’s in London, dessen Ingwerwein einen Alkoholgehalt von 13,5 % vol. besitzt. Nach dem „Gin-Gesetz“ von 1751 ging die Brennerei Finsbury mit dem damaligen Gemüsehändler Joseph Stone im Londoner Bezirk High Holborn eine Vertriebskooperation ein, später übernahm die Firma Stone auch selbst bis in die Gegenwart die Produktion. Als Variante mit einem hohen Alkoholgehalt von 18,0 % vol. wird von diesem heute auch Stone’s Special Reserve in einer braunen Flasche mit rotem Etikett angeboten.
Der schottische Hersteller John Crabbie & Co. produziert seit 1801 ebenfalls einen Ingwerwein unter dem Namen Crabbie’s Green Ginger Wine. Crabbie bietet mit Crabbie’s Ginger Mac eine in Flaschen abgefüllte Mixvariante zwischen Ingwerwein und Scotch an.
Während die Crabbie’s-Produkte in Großbritannien flächendeckend auch in Aldi- und Lidl-Filialen vertrieben werden, bietet die Supermarktkette Morrison Supermarkets PLC mit Morrisons Fine Green Ginger Wine einen Ingwerwein als Eigenmarke an.
Die schottische Mikrodestillerie Demijohn lässt im südenglischen Devon einen Ingwerwein mit einem Alkoholgehalt von 14,5 % vol. herstellen, der in einer klaren Kugelflasche verkauft wird. Branntwein reift häufig in kugelartigen Glasbehältern mit einem Fassungsvermögen von 5 bis 54 Litern, deren Form dame-jeanne genannt wird, womit sich der Name der Brennerei als anglisierte Verballhornung des französischen Begriffs Demijohn erklärt.
Die britische Denkmalschutzbehörde English Heritage vertreibt einen Ingwerwein mit einem etwas höheren Alkoholgehalt von 14,5 % vol. unter dem Namen English Heritage Ginger Wine über den eigenen Internetshop.
Co-op Scotland (heute: Scotmid-Food-Kooperative) produziert ein Ingwerwein-Konzentrat, das unter dem Handelsnamen Yulade in 100-ml-Flaschen vertrieben wird.
Die britische Biosupermarkt-Kette Holland & Barrett vertreibt im Weihnachtshalbjahr mit dem Produkt Rochester Ginger Drink in 725-ml-Flaschen eine alkoholfreie Variante Ingwerweins. Ein zweites alkoholfreies Produkt ist Kitty’s Homemade Non Alcoholic Ginger Wine.
Als Nischen- und Trendlebensmittel steigt auf dem europäischen Festland die Nachfrage nach Ingwerwein. Die Firma Jungmichels – Garagenweingut und Honigmacher aus Neuwied bietet einen Ingwerwein aus deutscher Produktion mit 11,02 % vol. Alkoholgehalt an. Die Firma Fruchtweine Spitz aus Vettelschoß bietet sowohl einen Ingwerwein (12 % vol.) wie auch einen Ingwerlikör in Bioqualität an. Beide Unternehmen sitzen in Rheinland-Pfalz.

## Rezeption
- Der damalige Islamwissenschaftler und Orientalist Moritz Wolf stellt in seiner 1872 veröffentlichten Publikation zur Eschatologie dar, dass Ingwerwein im Dschanna, dem Paradies im Islam, vorhanden sein wird: „Sie setzen sich auf die Ruhebetten, und es wird ihnen [von Allah selbst] ein Ingwer-Wein herabgesandt, und sie trinken.“ und bezieht sich dabei auf die Sure „Al-Muttaffif“, Vers 17–18, in der „Ingwer“ und „Wein“ von Gott selbst genannt werden.[28]
- Im Kriminalroman Im Todestrakt, der auf Jamaika spielt, wünscht sich der Kandidat vor der Hinrichtung ein Glas Ingwerwein.[29]
- In der Geschichtensammlung Grüss, grüne Gurke, den Spreewald: gepfefferte Geschichten spielt Ingwerwein eine Rolle bei einer muslimischen Familie in Großbritannien und wird – mit der Feststellung „Allah hat’s erlaubt“ – gleich kistenweise im Kofferraum transportiert.[30]
- In der Kurzgeschichtensammlung Die Straßen von London wird im Abschnitt zur Victoria Line eine Geschichte erzählt, wie sich in Finsbury Park zwei Schwestern in schwierigen Situationen mit flaschenweise Ingwerwein gegenseitig aufmuntern.[31]
- In der Publikation Von Tätern und Opfern: Rechtsmentalität in chinesischen Kriminalerzählungen zwischen 1600 und 1900, einer Sammlung realer Verbrechen, wird ein Fall von Kannibalismus vorgestellt, in dem es um in Ingwerwein eingelegte Leber geht, wobei das Rezept dafür erst unter Folter preisgegeben wurde.[32]
- In einer zeitgenössischen Darstellung der chinesischen Kultur Ende des 19. Jahrhunderts wird ausgeführt, dass es üblich war, anlässlich der Geburt eines neuen Kindes Verwandten und Freunden Enteneier und mit Ingwerwein gefüllte Krüge zum Geschenk zu machen.[33]
- In Salman Rushdies Roman Die satanischen Verse wird einer Schwangeren der Ratschlag gegeben, sie solle ein Glas Ingwerwein trinken, denn das sei gut für den Säugling.[34]

## Verwandte Getränke
- Domaine de Canton, ein Ingwerlikör aus chinesisch-französischer Produktion[35]
- Ginger Ale, eine alkoholfreie Ingwerbrause
- Ginger Beer, ein ursprünglich durch Fermentation hergestelltes Ingwergetränk